# Družbeni spol
Družbeni spol je nabor značilnosti, ki se nanašajo na moškost in ženskost in ki ju razlikujejo med seboj. Glede na kontekst lahko te značilnosti vključujejo biološki spol, spolne socialne strukture (spolne in druge družbene vloge) ter spolno identiteto. Nekatere kulture imajo posebne spolne vloge, ki se razlikujejo od moških in žensk, kot je to npr. hidžra v Indiji in Pakistanu.